# Meians (Moror)
Meians és un indret del terme de Sant Esteve de la Sarga, al Pallars Jussà, en el territori del poble de Moror.
Està situat al sud-est de Moror, a l'extrem oriental del terme municipal, a llevant del Collet de la Cova de Sant Miquel. Està delimitat al nord-est per la llau dels Alberons i al sud-oest per la llau dels Fornells.